# Bournemouth
Bournemouth é uma cidade (o maior assentamento) do condado de Dorset, na Inglaterra.
Localizada a cerca de 170 km a sudoeste de Londres, a 50° 43′ N, 1° 53′ O e no litoral sul do país, faz parte de uma conurbação com as cidades de Poole e Christchurch, a sua população é de 183.500 habitantes.
Bournemouth é uma importante área turística com várias infra-estruturas hoteleiras. Também recebe milhares de estudantes de todo o mundo anualmente devido às escolas de inglês para estrangeiros.
No futebol, Bournemouth se destaca pelo Athletic Football Club Bournemouth, que disputa a Premier League. 
Na cidade foi feita a gravação do DVD da banda One Direction, chamado "Up All Night - The Live Tour".
O Bournemouth International Centre (BIC), em Bournemouth, Dorset, é uma arena utilizada para conferências, de conferências nacionais dos principais partidos políticos britânicos e os sindicatos.
Em 25 de junho de 2020, as pessoas viajaram para Bournemouth durante o dia mais quente do ano para ir à praia, desafiando o bloqueio do COVID 19.

## Blibliografia
- Andrews, Ian; Henson, Frank (2004). Images of England – Bournemouth. Stroud, Glos: Tempus Publishing Ltd. ISBN 0-7524-3065-3
- Ashley, Harry W.; Ashley, Hugh (1990). Bournemouth 1890–1990 (a brief history of Bournemouth over the last 100 years). Bournemouth: Bournemouth Borough Council
- Cave, Paul (1986). A History of the Resort of Bournemouth. Southampton: Paul Cave Publications Ltd. ISBN 0-86146-039-1
- Edwards, Elizabeth (1981). A History of Bournemouth. Chichester: Phillimore & Co Ltd. ISBN 0-85033-412-8
- Emery, Andrew (2008). A History of Bournemouth Seafront. Stroud, Glos: Tempus Publishing Ltd. ISBN 978-0-7524-4717-9
- Rawlings, Keith (2005). Just Bournemouth. Wimborne: Dovecote Press. ISBN 1-904349-39-0